# Канонизация Иоанна XXIII и Иоанна Павла II

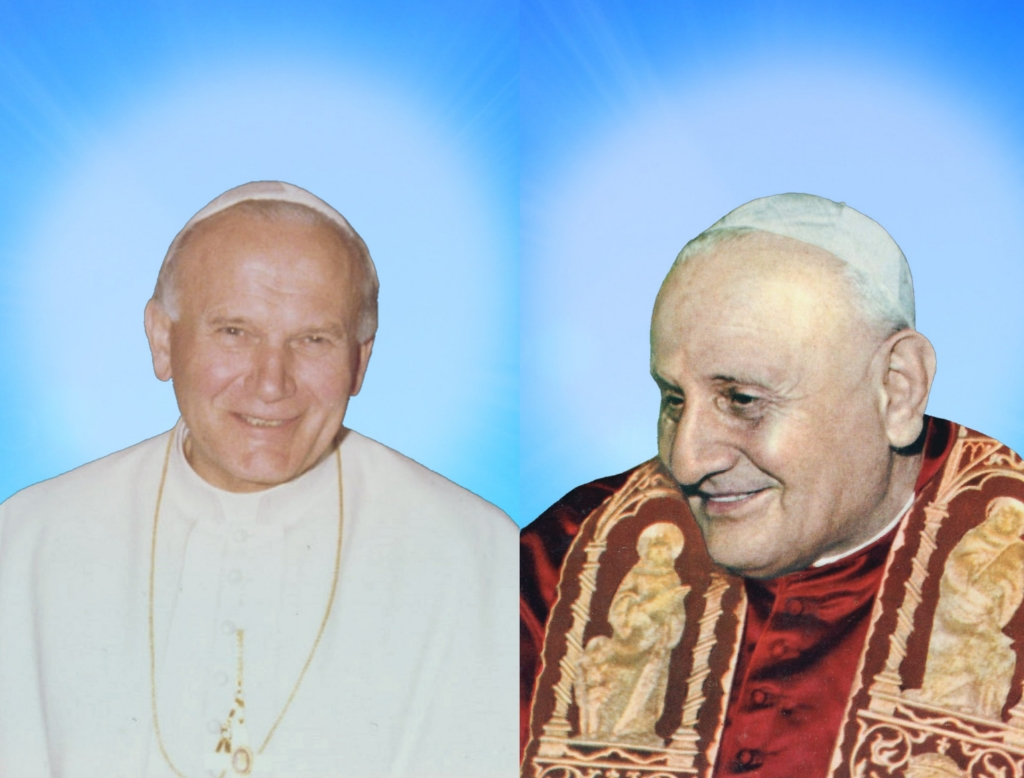
Иоанн Павел II и Иоанн XXIII

Папа Иоанн XXIII (25 ноября 1881 — 3 июня 1963) и папа Иоанн Павел II (18 мая 1920 — 2 апреля 2005) занимали Святой Престол Ватикана (соответственно с 1958 по 1963 год и 1978 по 2005 год). Обряд беатификации Иоанна Павла II провёл 1 мая 2011 года папа Бенедикт XVI в соборе Святого Петра, беатификация Иоанна XXIII провозглашена папой Иоанном Павлом II 3 сентября 2000 года на площади Святого Петра в Риме. Их канонизации состоялись в один день, 27 апреля 2014 года. Решение о канонизации было официально объявлено папой Франциском 5 июля 2013 года после признания чуда, приписываемого заступничеству Иоанна Павла II, в то время как Иоанн XXIII был канонизирован за открытие Второго Ватиканского собора. О назначении даты канонизации папа Франциск объявил на своей первой консистории кардиналов 30 сентября 2013 года.
Месса по случаю канонизации была отслужена папой Франциском (при участии почётного папы Бенедикта XVI), в воскресенье 27 апреля 2014 года, на площади Святого Петра в Ватикане, в первой половине дня, во второе воскресенье Пасхи. В службе приняли участие до 150 кардиналов и до 1000 епископов, присутствовали по крайней мере миллион мирян.